# Kallaste (Muhu)
Kallaste is een plaats in de Estlandse gemeente Muhu, provincie Saaremaa. De plaats heeft de status van dorp (Estisch: küla).

## Bevolking
De plaats had 65 inwoners op 31 december 2011 en 79 inwoners op 31 december 2021.

## Ligging
Kallaste ligt aan de noordkust van het eiland Muhu. Over een afstand van 300 meter bestaat de kust hier uit een steile wand van dolomiet, de Üügu pank. De kust valt onder het natuurpark Üügu maastikukaitseala.

## Geschiedenis
Kallaste werd voor het eerst genoemd in 1645 onder de naam Kallasti, een nederzetting op het landgoed van Tamse.

## Foto's

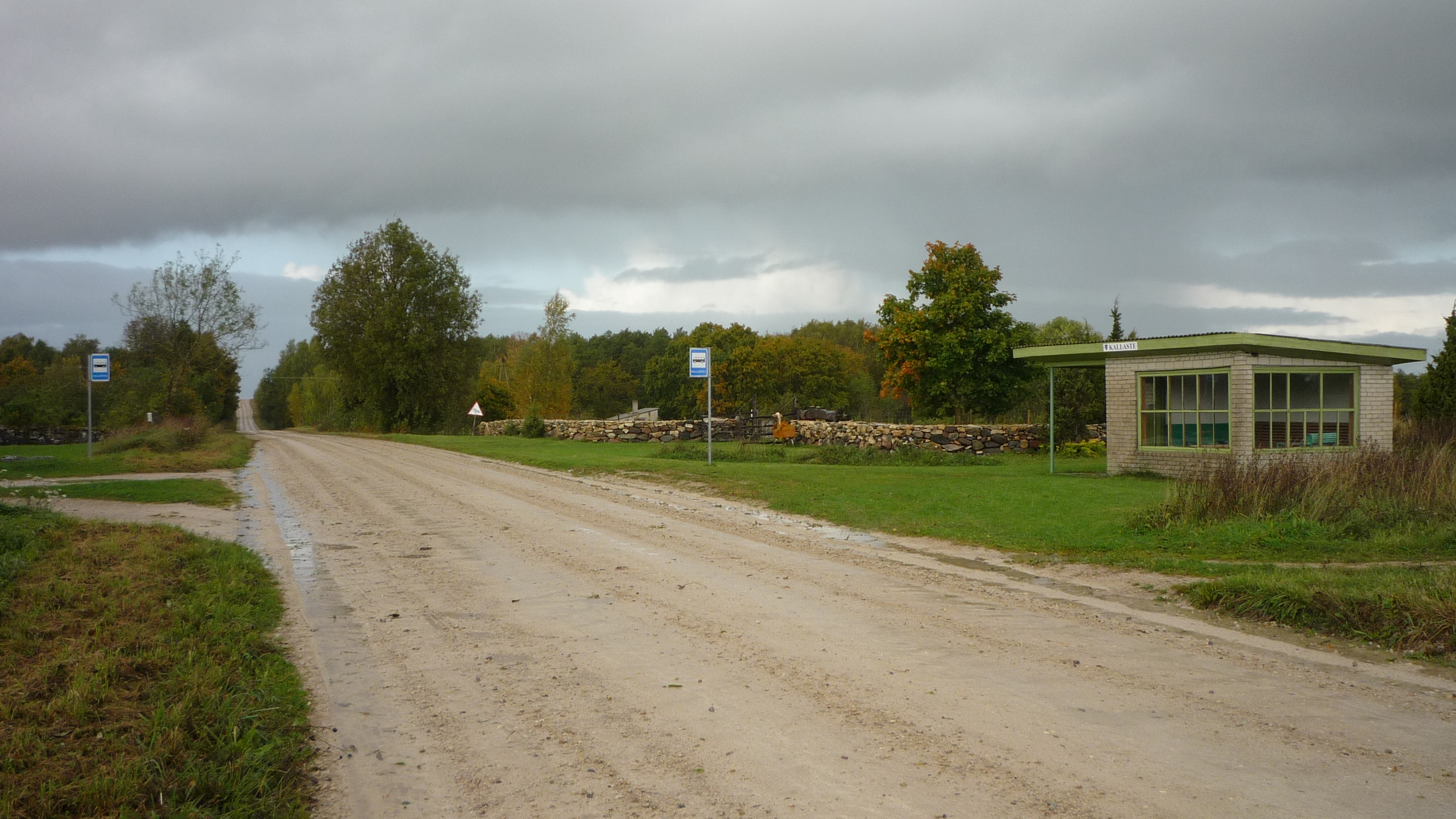
Bushalte in Kallaste
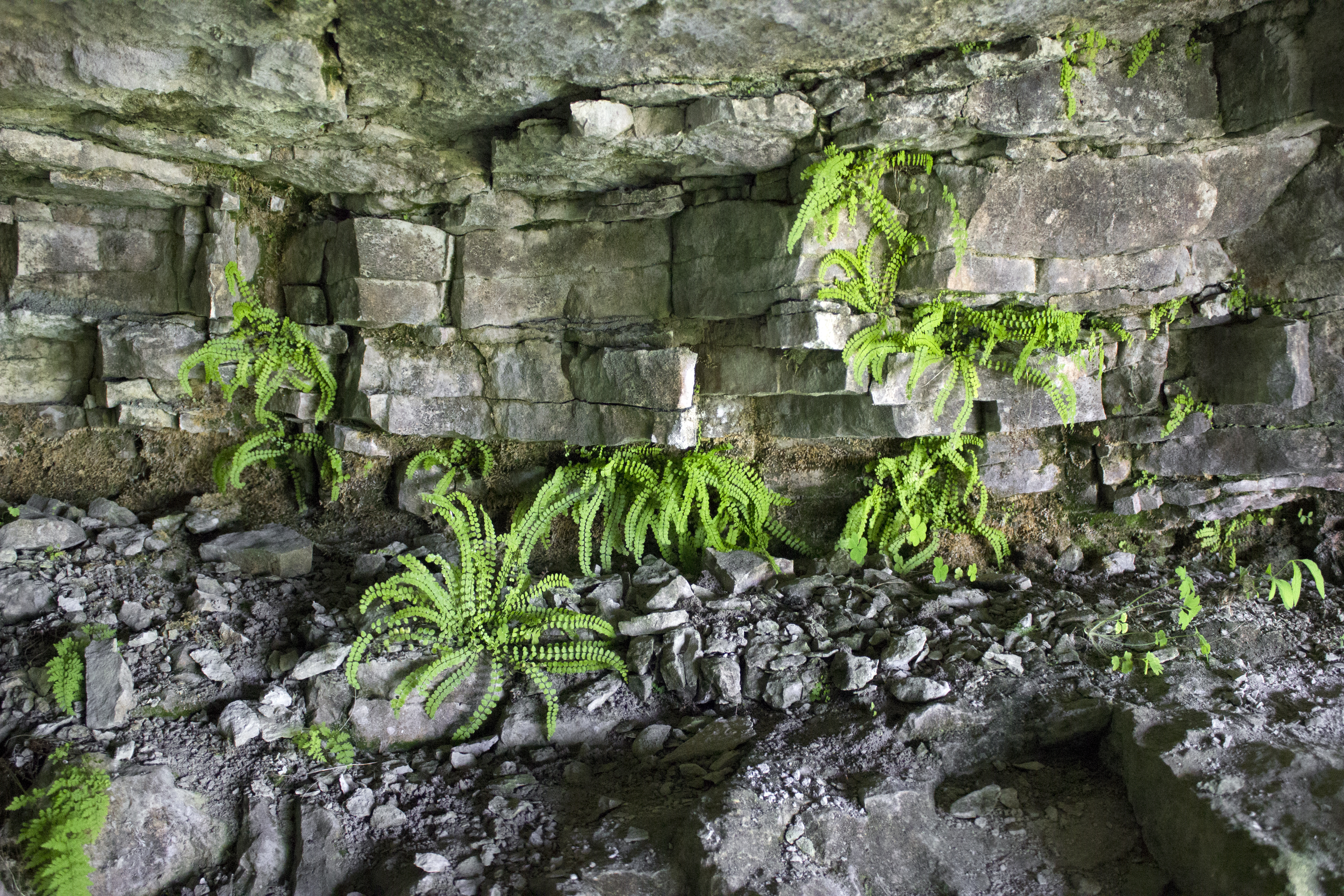
De Üügu pank
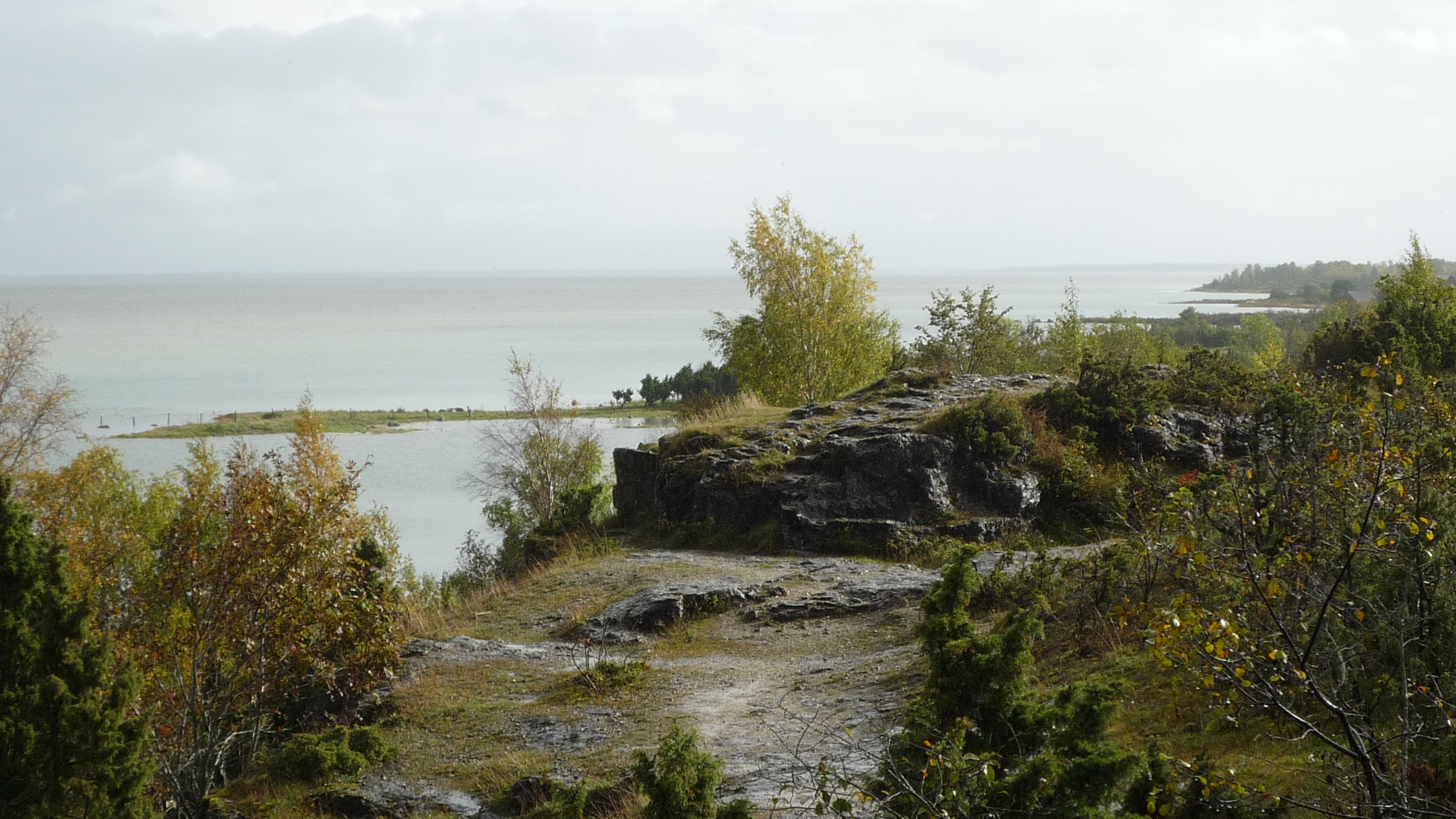
Pad over de Üügu pank